# Natters
Natters är en kommun i distriktet Innsbruck-Land i förbundslandet Tyrolen i Österrike. Kommunen har 2 114 invånare (2024). Den ligger 3,5 km söder om Tyrolens huvudstad Innsbruck. 